# Oporinia tunkunata
Oporinia tunkunata är en fjärilsart som beskrevs av Bang-haas 1910. Oporinia tunkunata ingår i släktet Oporinia och familjen mätare. Inga underarter finns listade i Catalogue of Life.